# 周定公
周定公（？—？），姬姓，名鼻。西周时期周国国君，周公旦后裔。前841年，周厉王暴虐，引发国人暴动。周厉王逃走，周定公会同召穆公虎主持政务，史称“周召共和”。十四年後，周厉王在彘地驾崩，太子周宣王即位，共和行政结束。